# Distretto di Sopron
Il distretto di Sopron (in ungherese Soproni járás) è un distretto dell'Ungheria, situato nella provincia di Győr-Moson-Sopron.